# Olhivske, Huleaipole
Olhivske (în ucraineană Ольгівське) este un sat în comuna Poltavka din raionul Huleaipole, regiunea Zaporijjea, Ucraina.

## Demografie
Componența lingvistică a localității Olhivske
     Ucraineană (100%)
Conform recensământului din 2001, toată populația localității Olhivske era vorbitoare de ucraineană (100%).